# 宍喰インターチェンジ
宍喰インターチェンジ（ししくいインターチェンジ）は徳島県海部郡海陽町久保で事業中の阿南安芸自動車道（海部野根道路）のインターチェンジである。

## 歴史
- 未定：海部IC - 野根IC間開通に伴い、供用開始予定。

## 接続する道路
- E55 阿南安芸自動車道（海部野根道路）

### 直接道路
- 徳島県道301号久尾宍喰浦線

### 間接道路
- 国道55号（現道、県道経由）

## 料金所
無料道路として整備されるため、料金所は設置されない予定。

## 隣
E55 阿南安芸自動車道（海部野根道路）
- 海部IC - 宍喰IC - 甲浦IC

座標: 北緯33度34分17秒 東経134度17分46秒 / 北緯33.571440度 東経134.296010度